# Slobodna Država Ikarija
Slobodna Država Ikarija bila je kratkoživuća državica u Egejskom moru nastala nakon protjerivanja Turaka.
Proglašena je 18. srpnja 1912. kao „Slobodna Država Ikarija”. Prvotno se sastojala samo od otoka Ikarija, da bi 14. kolovoza 1912. godine i susjedni otoci Fournoi Korseon prešli pod vlast Slobodne Države Ikarije.
Grčka je 4. studenog 1912. zauzela ovu državicu, a u lipnju 1913. je pripojila.  
Ioannis Malachias je bio predsjednikom od proglašenja ove države u srpnju 1912. godine sve do dana kada je ova državica bila zauzeta od strane Grčke.

## Vanjske poveznice
- Ikaría | worldstatesmen.org